# Фолко Брендибэк
Фолко Брендибак (Брендибэк) — хоббит, главный герой трилогии Ника Перумова «Кольцо Тьмы». Сын Хэмфаста, потомок Мериадока Брендибака, позднее названного Великим, участвовавшего в Войне Кольца за триста лет до событий «Кольца Тьмы». Главный протагонист трилогии.

## Образ персонажа
В начале книги Фолко описывается как мечтающий о приключениях и славе наивный подросток (по хоббитским меркам). По мере развития событий трилогии он становится опытным воином с магическими навыками по прозвищу «Мастер Холбутла». Со своими товарищами-гномами с юга Лунных Гор, Торином, сыном Дарта, и Строри, сыном Наина, чаще называемым просто «Малыш» (в первой книге его настоящее имя упоминается всего четыре раза) становятся известны на всё Средиземье как опытные наёмные воины-командиры, гарантирующие победу одним своим участием в битве.
Некоторые сравнивали образ Фолко с образом главного героя «Властелина Колец», Фродо. Однако между ними есть серьёзные отличия. Как отмечает критик журнала «Мир Фантастики», в отличие от хоббитов Толкина, Фолко — в первую очередь, странствующий воин, который получает удовольствие от участия в приключениях. При этом, однако, ему свойственны такие черты хоббитов, как миролюбие и сострадание, в отличие от своих товарищей-гномов он пытается любую стычку разрешить миром и даже заботится о раненных врагах. Также, в отличие от героев Толкина, Фолко вынужден бороться с сомнениями относительно правоты своего дела и «злодейства» его врагов.

## Жизнеописание

### По книге «Эльфийский клинок»
Фолко Брендибэк родился в 1692 году по летосчислению Шира. В 1720 году отправился с гномом Торином в странствия по Средиземью. Вместе с ним он посетил Пригорье (где получил «боевое крещение» от руки своего будущего противника Санделло), познакомился с бывшим сотником арнорской дружины Рогволдом и получил своё первое боевое оружие — древний эльфийский лук — из рук оружейного торговца Пелагаста (в действительности — оставшегося в Средиземье мага Радагаста Карего).
События в Пригорье предопределили дальнейший жизненный путь Фолко Брендибака. Далее его (и Торина) путь лежал в Аннуминас, где хоббит знакомится с третьим членом их будущей команды — гномом Строри, сыном Наина, по прозвищу Малыш, который обучает хоббита искусству фехтования и за полгода делает из него настоящего воина. Весной следующего года он вместе с отрядом гномов и людей Арнора отправляется в экспедицию в Морию. По дороге Фолко встречает и Санделло и Олмера, причём Санделло просит у хоббита прощения, а Олмер, для закрепления примирения, дарит герою некий клинок, который в дальнейшем определит не только судьбу, но и повлияет на развитие духовных и магических сил Фолко.
В Мории Фолко, следуя за отрядом гномов, получает первые уроки мужества. Он учится не столько сражаться, сколько преодолевать ужас, источаемый проснувшимися Силами в глубинах гор. Его клинок тоже сыграл свою роль — вместе с кольцом Хорнбори кинжал выполняет роль оберега от Подземного Ужаса.
Покинув Морию, Фолко с Торином и Малышом решают заглянуть в Изенгард, чтобы посетить Ортханк, чёрную башню Сарумана. По дороге произошло важнейшее для будущей судьбы Фолко событие — хоббит, повинуясь неясным пока для него воздействиям клинка, находит Синий Цветок. Именно такой цветок изображён на лезвии кинжала. Эта находка пробудила в Фолко необычайную чувствительность и дар предсказания, позволила установить ментальный контакт с Гэндальфом. В дальнейшем, развивая свой дар, Фолко станет одной из выдающихся личностей Средиземья.
Пообщавшись с Древобородом и посетив Ортханк, Фолко вместе с друзьями садится на корабль-«дракон» Морского Народа и прибывает в Арнор. Там их застаёт весть о начавшейся в Средиземье страшной войне, развязанной неким Вождём. Ночью Фолко получает от Радагаста видение, в котором маг призывает их срочно двигаться в Пригорье. Там троица получает задание выяснить, кто же на самом деле этот таинственный Вождь. Для этого они присоединяются к хирду гномов Лунных Гор. Последовавшее за этим сражение с захватчиками позволяет опознать действующего на стороне противника Санделло, и таким образом, установить, что Вождём является сам Олмер. Троица получает задание от Радагаста — убить Олмера.

### По книге «Чёрное Копьё»
Следуя за уходящим на Восток потрёпанным войском Олмера, Фолко вместе с друзьями-гномами переваливают Мглистые горы. Они добираются до Цитадели Олмера, где, прикинувшись желающими присоединиться к делу Вождя, вступают в небольшой отряд, который должен пробиться к Дому Высокого.
По дороге на Восток Фолко учится обращаться со своей новой Силой — общается с Гэндальфом, вступает в мистическую связь с клинком Отрины, развивает внутреннее зрение. Эти способности позволили ему установить природу Силы Талисмана, который получил командир отряда Отон от Олмера. Отон проникся к Фолко настолько глубоким уважением, что стал консультироваться с ним в поиске одного из крайне интересующих Олмера мест — падения Небесного Огня. Кроме того, Фолко вместе с друзьями вступил в контакт с Чёрными Гномами и эльфами-Авари. От Чёрных Гномов друзья получают браслеты-убийцы (на случай, если любой из них начнёт рассказывать о том, что видел в чертогах Чёрных Гномов), а от эльфов Фолко получил перстень, позволяющий поддерживать магический контакт с его первым владельцем — принцем Форве, — а также ощущать находящуюся рядом Тёмную Силу. Браслет, надетый на Фолко, выкован самим Аулэ и так же, как и перстень, может различать источники Тёмной Силы.
Под угрозой разоблачения Фолко вместе с друзьями сначала бежит из отряда Отона, а затем дважды устраивает засаду на Вождя. Не добившись успеха, Фолко через перстень Форве выходит с ним на связь. С помощью Авари Фолко получает возможность встретиться с Великим Орлангуром, который, частично подтвердив то, о чём Фолко уже догадался сам (в частности, догадка о связи Девяти назгулов и девяти местах падения Небесного Огня оказалась верной), частично дав новые сведения (например о том, полная победа либо Света, либо тени неизбежно приведёт к уничтожению Средиземья). Обсудив полученные сведения, Фолко и гномы, в сопровождении трёх эльфов-Авари, отправляются в Гондор, получив от принца Форве верительные грамоты послов. У них две задачи — предупредить короля Гондора о начинающейся войне и предотвратить объединение Мертвецких Колец Олмером. Форве полагает, что это слияние произойдёт в Дол-Гулдуре — Болотном Замке, древней цитадели назгулов.
В посольской миссии в Гондоре Фолко уготована второстепенная роль — он больше слушает и рассказывает, чем ведёт сложнейшие переговоры. По сути, посольская миссия провалилась — король Гондора, уверенный в могуществе своего государства, выслушал послов краем уха. Из Минас-Тирита Фолко вместе с отрядом поддержавшего его гондорского герцога Этчелиона во весь дух скачет в Дол-Гулдур. Отряд Фолко в бою с телохранителями Олмера несёт такие значительные потери, что впору говорить о поражении. Хотя все телохранители Олмера уничтожены, сам Вождь ускользнул, и Фолко с Торином оказались лишь свидетелями сотворения Олмером Единого Мертвецкого Кольца. Попытка убить Олмера простым оружием после этого ни к чему не привела.
Мучимый раскаянием и сожалением о потерянной возможности, Фолко вместе с друзьями присоединяется к роханской пехоте, занявшей оборону на острие главного удара сил Вождя — переправе через Андуин, а затем, после разгрома на Андуине — на Исенской дуге. Здесь Фолко впервые проявляет себя в качестве командира сотни лучников. Будучи великолепным стрелком, Фолко перед каждым залпом устанавливает поправку на ветер, в результате его отряд стреляет очень эффективно.
Несмотря на героизм рохиррим, Олмер, хоть и понёс ощутимые потери, сумел переправиться через Андуин, взять столицу Рохана Эдорас, а затем у Исенских бродов окончательно уничтожить и рассеять армию Рохана. Фолко становится свидетелем разгрома Рохана и гибели его короля.
То и дело хоббиту и его спутникам приходится спасаться бегством. Во время блужданий небольшому отряду роханцев, к которому примыкают Фолко и его друзья, попадается в плен сын Олмера, Олвэн. Неизвестно, как бы дальше сложилась судьба Средиземья, если бы в этот момент Олвэн был опознан. Однако в это время отряд роханцев блокируется превосходящими силами войск Олмера, которыми на этот раз командует сам Санделло. Последний предлагает в обмен на юношу себя в качестве заложника. Сделка состоялась — Фолко и его друзья остались живы, им и роханцам удаётся не только спастись, но и примкнуть к наступающей с юга регулярной гондорской армии.
Но и на этот раз противников Олмера ждёт неудача. Гибнет король Гондора, разбито и рассеяно его войско. Фолко и гномам опять приходится бежать и прятаться. На сей раз их путь лежит на родину хоббита — в Хоббитанию. Хотя этот край лежит несколько в стороне от торной дороги, по которой движется армия Олмера в направлении Серой Гавани, Фолко обоснованно опасается мародёрства и бессмысленных убийств. Прибыв в Хоббитанию, он, не теряя ни минуты, собирает всенародное ополчение. Женщины, дети и старики укрываются в Старом Лесу, у Тома Бомбадила, угнав с собой скотину и спрятав урожай. Усилия Фолко не пропали даром — сунувшиеся в Хоббитанию орки получили достойный отпор. Вместе с тем Фолко получает весточку из родного дома: Милисента, о которой он вздыхал, коротая ночи у костра, вышла замуж. Таким образом, последняя ниточка, тянувшая его на родину, оборвана. С этого момента Фолко навсегда становится на тропу походов, битв и сражений.
Из Хоббитании Фолко с друзьями отправляется в Серую Гавань. Он принимает активное участие в обороне твердыни от войск Олмера. Однако Олмер, видя, что при штурме Гавани его люди терпят огромные потери, окончательно отдаёт самого себя Тьме, получая взамен власть над сверхчеловеческими силами Мелькора и исподволь становясь аватарой последнего. С этого момента он ведёт в бой только Нежить и нелюдь. Ночная Хозяйка взламывает ворота города. Бой начинается за каждую улицу и каждый дом. В этот момент Кэрдан Корабел вступает с преображённым Олмером в поединок и ценой собственной жизни смертельно ранит его. Лишь сила Мелькора, который в этот момент почти окончательно вселяется в Олмера, сохраняет жизнь его телу. Оказавшийся рядом Фолко, услышав зов пленённой Мелькором души Олмера, внемлет ему и наносит ему последний и смертельный удар магическим клинком Отрины, изгоняя тем самым сущность Мелькора из тела Вождя. В последовавшем за изгнанием Мелькора катаклизме гибнет Серая Гавань, а вместе с ней — и вся нечеловеческая армия Вождя.
После завершения битвы у Гавани Фолко встречает Олвэна в сопровождении Санделло. Сын Вождя отдаёт Фолко доставшееся ему в наследство от отца Единое Мертвецкое Кольцо с просьбой уничтожить его в проснувшемся Ородруине. Фолко вместе с друзьями отправляется в Мордор.

### По книге «Адамант Хенны»
С момента битвы при Серой Гавани прошло десять лет, в которые личность Фолко окончательно сформировалась, а его цели чётко обозначились. Уничтожив Кольцо Олмера в Ородруине, Фолко и его друзья-гномы поклялись покончить с плодами Нашествия Вождя. Свою нелёгкую миссию по восстановлению Запада Фолко сотоварищи решил исполнять, выступая на стороне наследников западных держав в качестве наёмных командиров. В течение 10 лет, выступая под знамёнами Гондора, Беорнингов и особенно Рохана, Фолко стремится во что бы то ни стало приблизить возрождение былого, довоенного Средиземья. За эти годы он становится опытнейшим командиром, более известным под роханским именем-прозвищем Мастер Холбутла; повинуясь его высочайшему авторитету, в бой идут многие тысячи людей.
Фолко становится не только военачальником, но и дипломатом. Он вместе с неразлучными друзьями отправляется в Умбар подписать ряд с теми танами Морского Народа, которые захотят послать воинов для новой войны короля Рохана. Несмотря на то, что задание успешно выполнено, Фолко недоволен — он чувствует, как с каждым днём поднимается новая Сила, толкая народы Средиземья на братоубийственную, кровавую, и, самое страшное, на совершенно бессмысленную войну. Кажется, что все кругом лишились разума, зато преобладают агрессия, эгоизм и высокомерие.
Дипломатическая миссия выполнена, однако Фолко не спешит в Рохан. Похищена и продана в рабство девушка Эовин, отправившаяся вместе с друзьями (а по, сути сбежавшая из семьи вслед за Фолко) в Умбар. Следуя по следам Эовин, Фолко с друзьями оказываются в Хрисааде, столице Харада. Хитростью, подкупом и мечом они прорываются в гарем властителя харадримов, спасают Эовин и бегут на Юг, спасаясь от погони.
Фолко чувствует, что приближается к источнику Силы. Оживают кинжал Отрины и перстень Форве, молчавшие до этого десять долгих лет. Эовин теряется в пылу погони. Маленький отряд Фолко совершенно измотан, потеряны кони, запасы продовольствия и надежда спасти Эовин. Принято решение идти на берег Моря и искать спасения на проходящих драккарах Морского Народа.
Вернувшись в Умбар, Фолко с удивлением видит там танов, с которыми подписал ряд от имени короля Рохана. Оказывается, таны исполнили свой долг. Война была короткой, закончилась крайне неудачно и воины вернулись. Фолко обсуждает с танами происходящие удивительные события в Средиземье, и приходит к выводу, что следует отправиться далеко на Юг для поисков источника Силы.
Экспедиция снаряжена и, где хитростью, где силой, где обманом прибывает в ставку Божественного Хенны, доселе вождя неизвестного племени, а ныне повелителя Адаманта. Этот артефакт испускает сияние, вблизи мягкое и благостное, а на отдалении яростное и жестокое, заставляющее людей хвататься за оружие и резать друг друга по совершенно пустяковым поводам.
Друзья решают силой отбить Адамант и почти преуспевают… однако, как оказывается, на этот артефакт было слишком много претендентов.

## Вооружение и навыки
Фолко владеет и пользуется мечом своего предка Мериадока, а также эльфийским луком, купленным у Радагаста Карего и метательными кинжалами; самым могущественным его оружием является клинок Отрины, Белег Анка (в переводе с синдарина — Когти Мощи), подаренный ему Олмером. Доспехи, как и у двух гномов, выкованы из мифрила. Ростом был ниже среднего хоббитского, пока не выпил напиток энтов и не вырос до роста 14-летнего юноши человеческой расы. В ходе своего духовного развития приобрёл некоторые магические навыки. Мог предвидеть будущее и усилием воли вступать в контакт с обитателями Валинора, в частности, с Олорином (Гэндальфом).